# 間伐材

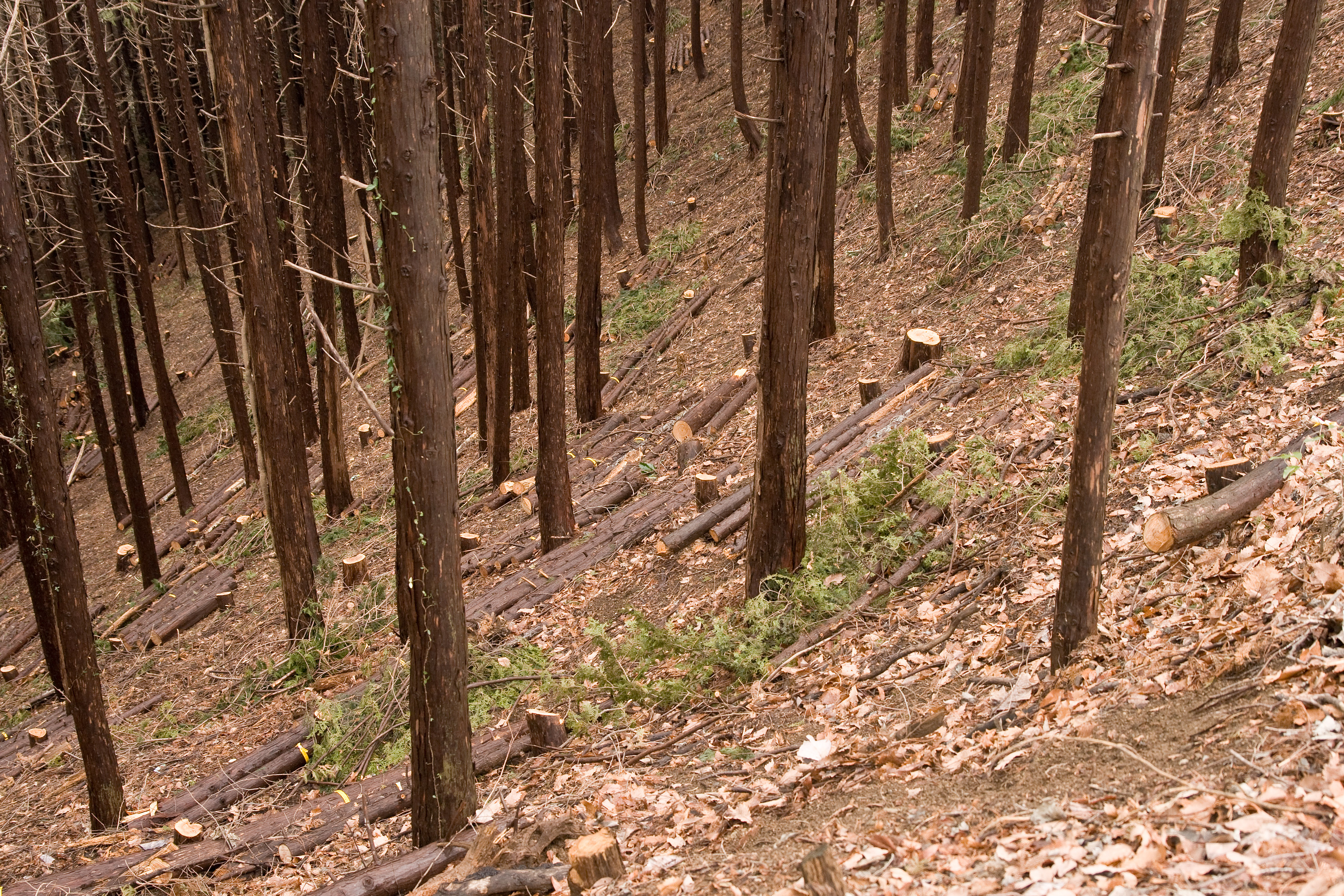

間伐材，又稱為疏伐材。人工林樹木的間距較密，須將部分樹木伐除，以維持足夠的樹木間距，使樹木獲得充足陽光，樹根有擴展的空間，讓森林生長得比較理想。為了維持間距而伐除的木材就是間伐材。
通常認為間伐材是未成熟而沒有用途。但在1970年代以前，日本某些人工林中種植的不少間伐材，早已超過直徑30公分。間伐材與一般木材之間，並不是構成等級上的關係。執政單位只要堅持推行長期循環型林業政策，則隨著時間的經歷，將來中大徑間伐材也能夠流通。
日本在人工林的經營，亦曾面臨與臺灣人工林經營相似的問題，對環境友善、節能減碳的林木收穫與更新造林技術體系、提升林業產能競爭力已有相當研究成果與進展，確值得學習借鏡之處。例如，日本為振興產業及因應氣候暖化與國際木材認證，對木材的生產利用需來自人工林而非天然林的開發，在林業經營尤其在人工林經營，為提高木材之自給率，由不到5％提升至20％，面臨工資高及進口木材使用的壓力下，人工林經營亦面臨困境。因此積極調整人工林經營策略，不以皆伐方式生產林木，而以長伐期之間伐方式定期伐木收穫，此不僅持續生產原木，亦可減低環境的衝擊。
日本關西地區人工林經營，以保護森林、培育森林及活化森林為經營策略，以長伐期間伐生產木材的循環方式永續經營森林，已跳脫傳統的生產輪伐期概念（由50年輪伐期調整為200年甚或400年的長伐期），同時由間伐改善森林環境、森林的組成結構，維護森林的健康與完整性，減低森林的劣化，對同樣是島國生態環境的臺灣，如何在環境生態保育與永續利用木材資源之平衡發展，此人工林經營模式值得參考。